# Polipersonalismo
In linguistica, il polipersonalismo o concordanza polipersonale è  il fenomeno per cui un verbo concorda con più di uno dei suoi argomenti (che in genere possono ammontare fino a quattro). Si tratta di una caratteristica morfologica e le lingue che la presentano sono dette lingue polipersonali.
In una lingua non polipersonale il verbo può o non concordare con nessuno dei suoi argomenti o concordare solo con l'argomento primario, cioè il soggetto (quest'ultimo è il caso dell'italiano). In una lingua polipersonale, invece, il verbo dispone di morfemi di concordanza che possono indicare il soggetto, l'oggetto diretto, l'oggetto indiretto o secondario, il beneficiario dell'azione, ecc. La marcatura polipersonale può essere obbligatoria o opzionale (in quest'ultimo caso, un morfema di concordanza potrà essere eliso se il relativo argomento è espresso esplicitamente e non è sottinteso).
Una concordanza polipersonale è spesso presente nelle lingue polisintetiche. È stata anche correlata alla nozione di ergatività.
Esempi di lingue a concordanza polipersonale sono: il basco, il georgiano, il magadhi; in misura minore l'ungherese (che marca sul verbo la definitezza dell'oggetto diretto) e molte altre lingue uraliche come il vogulo, le lingue mordvine e la lingua nenec; le lingue bantu; la maggior parte delle lingue polisintetiche, come il mohawk, l'inuktitut e molte altre delle lingue native americane.

## Esempi

### Georgiano
Nel georgiano, il verbo è costituito da una radice e diversi affissi opzionali. I marcatori del soggetto e dell'oggetto possono presentarsi come suffissi o prefissi, a seconda della classe verbale, la persona e il numero, il tempo e l'aspetto del verbo, ecc.; essi interagiscono anche l'un l'altro fonologicamente. Il sistema verbale polipersonale del georgiano permette al composto verbale di trasmettere i significati di soggetto, oggetto diretto, oggetto indiretto, genitivo, locativo e causativo. Come esempi della morfologia del verbo georgiano, estremamente complicata, questi sono alcuni semplici verbi polipersonali (i trattini indicano i limiti del morfema):
v-khed-av "io vedo lui"
g-mal-av-en "essi nascondono te (o voi)"
g-i-mal-av-en "essi lo nascondono da te (o da voi)"
gv-i-ket-eb-s "egli lo sta facendo per noi"
a-chuk-eb-s "egli lo darà a lui (come regalo)"
mi-u-lots-av-s "egli se ne congratulerà con lui"
Un esempio di un verbo polipersonale che ha il significato genitivo incorporato può essere:
xelebi ga-m-i-tsiv-d-a "le mie mani presero freddo"
Qui, xelebi significa "mani". Il secondo morfema nel verbo (-m-) veicola il significato di "mio". Nel georgiano questa costruzione è molto comune con i verbi intransitivi; l'aggettivo possessivo (mio, tuo, ecc.) viene omesso prima del soggetto, e il verbo prende il significato del genitivo.

### Basco
Nel basco, una lingua isolata con un sistema verbale polisintetico, comprendente due sotto-tipi di verbi, sintetico e analitico, tre del basco, cioè assolutivo (il caso per i verbi transitivi), ergativo (il caso per i verbi intransitivi), e dativo, può essere trasmessa da diversi affissi incorporati ai temi verbali. Diversamente dal georgiano, il basco in realtà possiede soltanto due tempi sintetici capaci di prendere questi affissi: il presente semplice e il passato semplice. I cosiddetti verbi analitici sono verbi costruiti con l'aiuto dei verbi sintetici izan ‘esse-re’, ukan ‘ave-re’, egin ‘fa-re’, che giocano il ruolo di verbi ausiliari. Ecco alcuni esempi:
Forme sintetiche:
d-akar-ki-o-gu ‘Noi lo portiamo a lui/lei', da ekarri ‘portare’
( ‘d’ sta per ‘esso’, ‘ki’ per ‘a’, ‘o’ per ‘a lui’ e ‘gu’ per ‘noi’ )
z-erama-zki-gu-te-n ‘essi li presero per noi’ da eraman ‘prendere’
Forme analitiche o semi-sintetiche:
Ekarriko d-i-o-gu ‘noi’ lo porteremo a lui/lei'
Eraman d-ieza-zki-gu-ke-te ‘Essi li portarono a noi’ 
 (‘d…zki' sta per ‘loro’, ‘gu’ per ‘a noi’, ‘te’ per ‘essi’, e ‘ke’ è un marcatore potenziale)
Iritsiren z-a-izki-zue ‘Essi’ vi raggiungeranno' da iritsi ‘raggiungere, arrivare’

### Ebraico biblico
Nell'ebraico biblico, o nelle forme poetiche ebraiche, un oggetto diretto pronominale può essere incorporato in una coniugazione verbale piuttosto che venire incluso come una parola separata. Per esempio, ahavtikha, con il suffisso -kha indicante la seconda-persona di un oggetto diretto maschile, singolare, è un modo poetico di dire ahavti otkha ("io ti amo"). Ciò cambia anche la posizione dell'accento; mentre ahavti mette l'accento su hav (/a 'hav ti/), ahavtikha lo mette su ti (/a hav 'ti xa/). Lo stesso si realizza anche nell'arabo classico e nell'accadico, mentre alcuni dialetti arabi egiziani sono polisintetici.

## Pronomi clitici
Il polipersonalismo coinvolge i morfemi legati che sono parte della morfologia verbale e dunque non possono trovarsi separati dal verbo. Questi morfemi non devono essere confusi con i clitici pronominali, come l'inglese  'em o i clitici dell'oggetto spagnolo lo, le, ecc., (o italiano o francese). Mentre nello spagnolo è abbastanza fattibile esprimere i significati come "dandolo a lui/lei" o "mostrali a me" in una parola (dandoglielo, mostrandomeli), i morfemi pronominali indicanti gli oggetti diretti e indiretti (per es, in spagnolo: se, lo, me, los) non fanno parte del verbo.
Alcuni hanno osservato che le particelle clitiche pronominali francesi (comuni a tutte le lingue romanze) si sono evolute, nell'uso colloquiale, in parti inseparabili incorporate nel verbo, e così, suggerirono che il francese potrebbe essere analizzato come lingua polipersonale. Ma questi morfemi potrebbero semplicemente essere visti come nomi clitici inseparabili.